# Ilex grandiflora
Ilex grandiflora är en järneksväxtart som beskrevs av Ridley. Ilex grandiflora ingår i släktet järnekar, och familjen järneksväxter. Inga underarter finns listade i Catalogue of Life.